# Карл Джонсън
Карл Джонсън (или по-известен като CJ, Си Джей) е главният герой в играта GTA San Andreas.

## На заден план
Карл Джонсън е роден в град Los Santos, San Andreas и е главния член на бандата Grove Street Families заедно със своя брат Шон Джонсън познат като Sweet. Той изразява че CJ е роден в дома на семейство Джонсън. След смъртта на най-малкия му брат Брайън Джонсън Карл избягва от гангстерския живот и заминава за Либърти Сити за по-добър живот през 1987 където работи за сина на Дон Салваторе Леоне, Джоуи. GTA San Andreas започва със завръщането на CJ след убийството на неговата майка Бевърли Джонсън.

## GTA San Andreas
CJ получава обаждане от Sweet за смъртта на майка му по телефона и го принуди да се завърне в Los Santos. Междувременно офицер Франк Тенпени който е лидер на отбора C.R.A.S.H заедно с колегите си офицер Еди Пуласки и новия член на групата офицер Джими Хернандес спират Карл заради това че е виновен на смъртта на вътрешния обществен полицейски офицер Ралф Пенделбери в началото на играта.
В рания период в играта CJ помага на своята банда Grove Street Familes като убива наркодилъри който предоставят на други членове на гангтерската група наркотици за да защити територията си. Междувременно той работи и за C.R.A.S.H за да държи Тенпени зад гърбът си. Дължението за работата на CJ, Grove Street Familes се завърнаха. Обаче всичското усилие идва в края където лидер на Varrios Los Aztecas и най-близък приятел на Карл Джонсън Сезар Виалпандо казва на CJ и те намират двама от бандата на Grove Street Familes Ryder и Big Smoke които са предадени от бандата на Карл за да се приесъденят към най-главния враг на бандата Ballas и C.R.A.S.H когато Sweet е ранен от изстрел от членовете на Ballas в презтрелка под магистралата Mullholand. Заради последвалото Sweet е арестуван от полицията на Los Santos а CJ е извън града в областта Whettstone а Grove Street Familes са в упадък и са превзети от Ballas докато бандата на Сезар се опитва да се задържи но и те са превзети малко след падането на Grove Street от Los Santos Vagos и за капак на най-големия град е вече в опасност.
C.R.A.S.H предагат на Карл още няколко работи, а една от тях е именно в селската местност за да елиминират свидетеля в планината Mount Chilihad. По-късно CJ започва борбата като крадец заедно с Каталина сестрата на Сезар Виалпандо в ограбителни места а това са бумейкъския магазин в Montgomery, магазин за напитки в Blueberry, газостанцията в Dillimore и малката банка в Palomino Creek. CJ се среща с лидера на San Fierro Triads Wu Zi Mu или „Woozie“ по време на улично състезание и страното хипи The Truth. Каталина вече е с нов приятел Claude и още едно състезание CJ печели състезанието а Claude изостави гаража в Doherty, San Fierro. За накрая CJ отново се среща с The Truth но за да му помогне да унищожи канабисите преди да дойде полицията и да ги хване.
В San Fierro Карл заедно с Сезар, Кендъл и The Truth разследват гаража който е в окаяно състояние. The Truth намира проблема и наема Jethro, Dwaine и Zero за да работят в гаража. CJ се среща отново с Woozie в San Fierro и той обяснява, като го запознава с групата Loco Syndicate, която е наркодилърска огранизация. Той наема CJ, за да помогне да се преборят с врага на бандата на Triads, Da Nang Boys. CJ се промъква в Syndicate и един от членовете Jizzy B, асистента му T-Bone Mendes и Mike Toreno който е отвлечен виетнамската банда. Те разпространяват наркотици и се спорозумяват с Ballas. Карл убива Jizzy и тогава Mendes и очевидно Toreno се срещат с бившия им приятел Ryder в голяма престрелка в Pier 69. По-късно CJ унищожава Фабриката за наркотици в Doherty. След това той заедно със Сезар правят бизнес именно със спортни автомобили. След края на всички работи обаждане от непознат принуждава CJ да отиде в областта Tierra Robada предлага освобождаването на брат си Sweet, като трябва да свърши няколко работи.